# Приштина
При́штина (алб. Prishtinë, Prishtina, серб. Приштина / Priština) — місто на Балканському півострові, столиця частково визнаної Республіки Косово (Сербія вважає Приштину столицею автономного краю Косово і Метохія). За різними даними, населення Приштини становить від 220 до 600 тис. осіб, переважно етнічних албанців.
У Приштині розміщена Адміністрація ООН, місто є адміністративним, освітнім та культурним центром Косова. Також Приштина має свій університет, національну галерею та міжнародний аеропорт.

## Географія
Приштина розташована за координатами 42° 40′ 0″ північної широти і 21° 10′ 0″ східної довготи і охоплює 572 квадратних кілометри (221 квадратну милю). Місто лежить у північно-східній частині Косова, біля гори Голяк. З Приштини відкривається мальовничий краєвид гір Сар, які за декілька кілометрів південніше. Приштина лежить поряд із двома великими містами, Обилича і Косово Поле. Насправді Приштина розрослася настільки, що вона вже заходить на Косово Поле. Озеро Бадовац лежить лише за кілька кілометрів на південь від міста.
У місті є річка, що протікає через підземні тунелі. Накрити річку довелось через те, що вона протікала територією місцевого ринку і всі кидали туди відходи, що викликало жахливий запах.
Відкрито річка тепер тільки проходить через передмістя Приштини на півночі й на півдні.
Приштина розташована за 365 км від Белграда і за 136 км від Ніша. Це найбільше місто в Косово і Метохії, господарський і культурний центр. Тут досить холодна зима і спекотне літо, що пов'язано з тим, що місто лежить на висоті 585 метрів над рівнем моря.

## Історія
На території міста і в його околицях багато культурно-історичних пам'яток і слідів стародавніх культур. У безпосередній близькості від Приштини наявні залишки поселення періоду неоліту. В античний період в околицях нинішньої Приштини було римське місто Віціанум, а недалеко від Грачаніци, залишки Ульпіана, римського міста, заснованого у II столітті за імператора Трояна.
Найбільший розквіт Приштина переживає в XIV і XV століттях, коли перетворюється на центр гірничої справи та торгівлі на шляху Дубровник — Царгород. У період турецького панування значення Приштини в економічному сенсі знижувалося аж до 1875 року, коли вона стає центром турецького Санджаката. Приштина звільнена від турків у 1912 році. Найбільш значущі культурно-історичні пам'ятки турецького періоду в Приштині — Царська мечеть XV століття, Таш-мечеть, Годинна вежа (Сахат-кула), будинок Емінджіка, типовий зразок орієнтальної забудови заможних громадян XIX століття. Аж до кінця Другої світової війни вона залишалася східним містечком з маленькими низькими будинками з глини і цегли. Після війни Приштина розрослася й почала інтенсивно забудовуватись.

## Відомі люди
- Альбін Курті — косовський політичний діяч, чинний прем'єр-міністр Косова.
- Катаріна Патрногич (1921—1971) — сербська політична діячка, учасниця Народно-визвольної війни в Югославії, депутатка Народної скупщини СФРЮ і діячка СР Сербії і САК Косово. Народна героїня Югославії.
- Яна (Драгана Тодорович) — сербська співачка, що працює у жанрі попфолк.

## Галерея

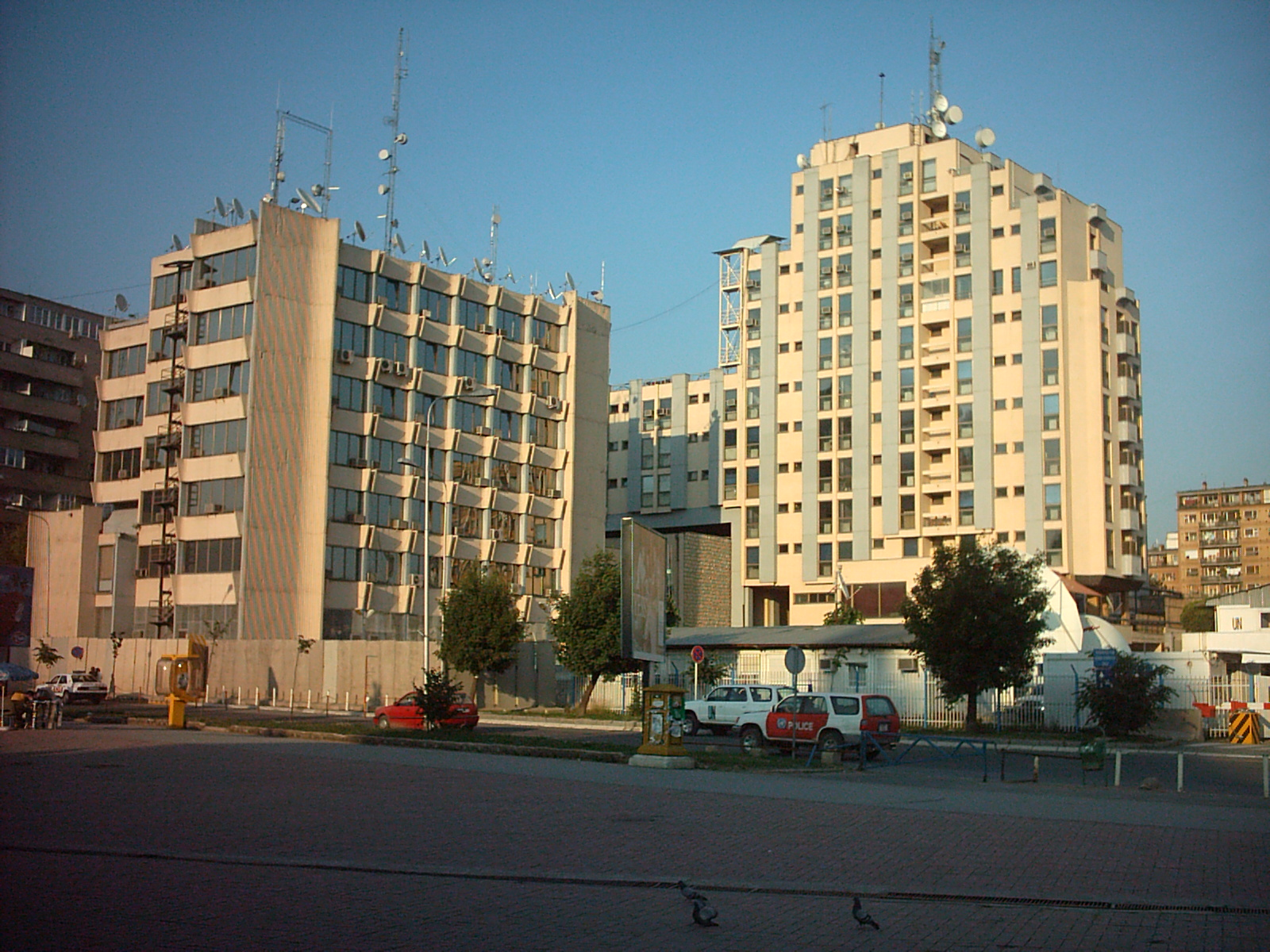
Будинок Адміністрації ООН в Косові
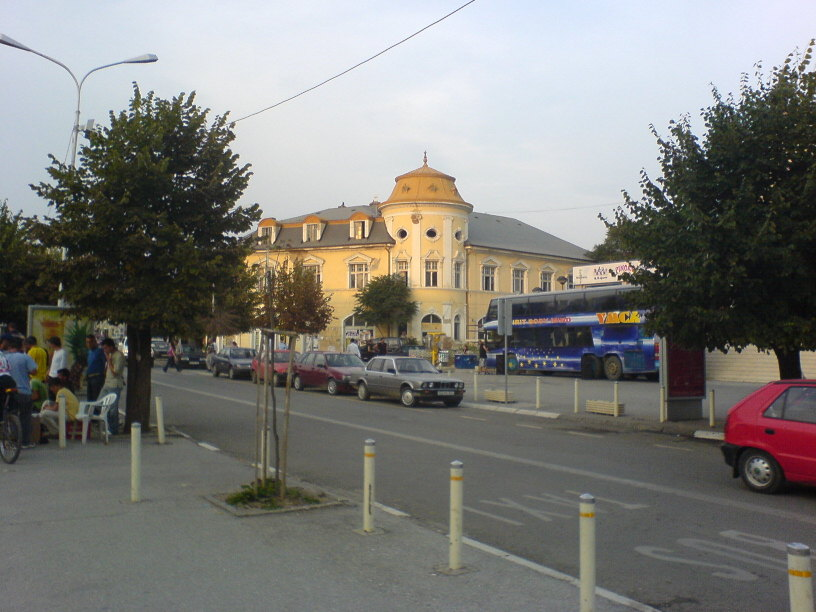
Бульвар Матері Терези
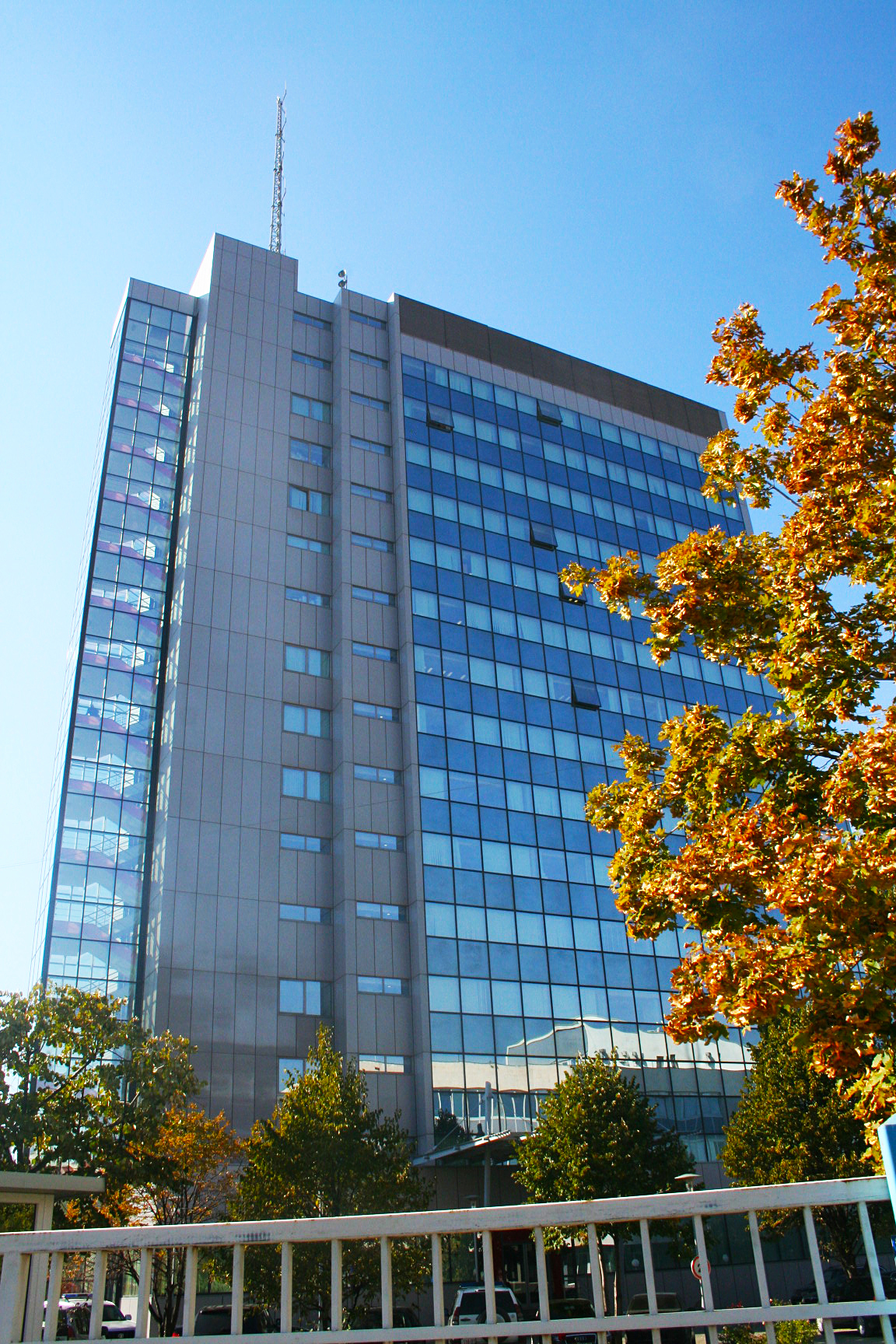
Будинок уряду Косова (колишній банк, зруйнований під час війни 1999 року, згодом реконструйований)